# Stepan Iwanowitsch Radtschenko
Stepan Iwanowitsch Radtschenko (russisch Степан Иванович Радченко; * 26. Januarjul. / 7. Februar 1869greg. in Konotop; † 11. Augustjul. / 24. August 1911greg. in Sankt Petersburg) war ein russischer Sozialdemokrat und Aktivist der revolutionären Bewegung in Russland. Er war der ältere Bruder von Iwan Iwanowitsch Radtschenko (1874–1942).

## Leben
Radtschenko, Sohn eines kleinen Holzhändlers, begann 1887 ein Studium am Sankt Petersburger Technologischen Institut. Er schloss sich 1890 der revolutionären Bewegung an und agitierte unter Arbeitern. 1891 trat er der Gruppe um Michail Iwanowitsch Brusnew (1864–1937) bei und leitete später einen marxistischen Zirkel von Studenten der Ingenieurwissenschaften. 1893 heiratete er und traf auch zum ersten Mal auf Wladimir Iljitsch Lenin, als dieser zum Studium nach Petersburg kam. Radtschenko war er es, der Nadeschda Konstantinowna Krupskaja mit Lenin, ihrem späteren Ehemann, bekanntmachte. Radtschenko und seine Frau Ljubow Nikolajewna waren 1895 Mitbegründer des „Petersburger Kampfbundes zur Befreiung der Arbeiterklasse“ und Stepan Radtschenko war von 1895 bis 1896 Mitglied seiner Leitung. In ihrer Wohnung in Petersburg fanden mehrfach Sitzungen des Kampfbundes statt. 1893 und 1896 wurde Radtschenko verhaftet, aber aus Mangel an Beweisen freigesprochen. Radtschenko war Mitorganisator des I. Parteitages der SDAPR im März 1898 in Minsk. Auf dem Parteitag wurde er als Delegierter des Kampfbundes zum Mitglied des Zentralkomitees gewählt. 
Nach dem Parteitag leitete er die Veröffentlichung und Verbreitung des „Manifestes der SDAPR“. Radtschenko nahm auch an der Konferenz von Pskow im April 1900 teil, auf der die Herausgabe einer illegalen Zeitung, Iskra (Искра, dt. „Der Funke“), beschlossen wurde. Im Dezember 1901 wurde er erneut verhaftet, jedoch wegen Krankheit aus der Untersuchungshaft entlassen. 1904 wurde er nach Wologda verbannt, jedoch im Oktober 1905 amnestiert. Er zog sich aufgrund seiner Krankheit 1906 aus dem aktiven politischen Leben zurück.
Radtschenko starb 1911 und wurde auf dem Sankt Petersburger Nordfriedhof in Pargolowo beigesetzt.

## Ehrungen
- In Sankt Petersburg erinnert seit 1972 die Brüder-Radtschenko-Straße (Улица Братьев Радченко) an Stepan und Iwan Radtschenko.

## Fußnote
1. ↑  Dieser Gruppe um Radtschenko gehörten an: Hermann Krassin, Wassili Wassiljewitsch Starkow, Gleb Maximilianowitsch Krschischanowski, Pjotr Kusmitsch Saporoschez, Appolinaria Alexandrowna Jakubowa, Sinaida Pawlowna Newsorowa sowie Nadeschda Konstantinowna Krupskaja. Vgl.: James D. White: Lenin. The Practice and Theory of Revolution. Palgrave MacMillan, Houndmills 2001, S. 33ff.

| Personendaten    | Personendaten                              |
| ---------------- | ------------------------------------------ |
| NAME             | Radtschenko, Stepan Iwanowitsch            |
| ALTERNATIVNAMEN  | Радченко, Степан Иванович                  |
| KURZBESCHREIBUNG | russischer Sozialdemokrat und Revolutionär |
| GEBURTSDATUM     | 7. Februar 1869                            |
| GEBURTSORT       | Konotop                                    |
| STERBEDATUM      | 24. August 1911                            |
| STERBEORT        | Sankt Petersburg                           |